# Margen

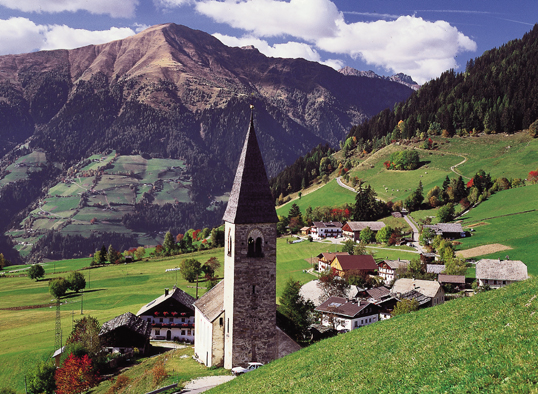
Blick auf Margen

Margen ist ein Ortsteil der Gemeinde Terenten im Südtiroler Pustertal (Italien). Der Ort liegt etwa zwei Kilometer nordwestlich des Hauptorts der Gemeinde und östlich über dem Eingang ins Pfunderer Tal.

## Geschichte
1303 oder 1309 wurde die Kirche St. Margareth in Margen erstmals urkundlich erwähnt. In der ersten Hälfte des 19. Jahrhunderts bildete Margen eine eigene Gemeinde, zu der auch die Weiler Talson (nordwestlich von Margen) und Pein (südlich) gehörten. 1850 wurde die Gemeinde Margen nach Terenten eingemeindet.

## Sehenswürdigkeiten

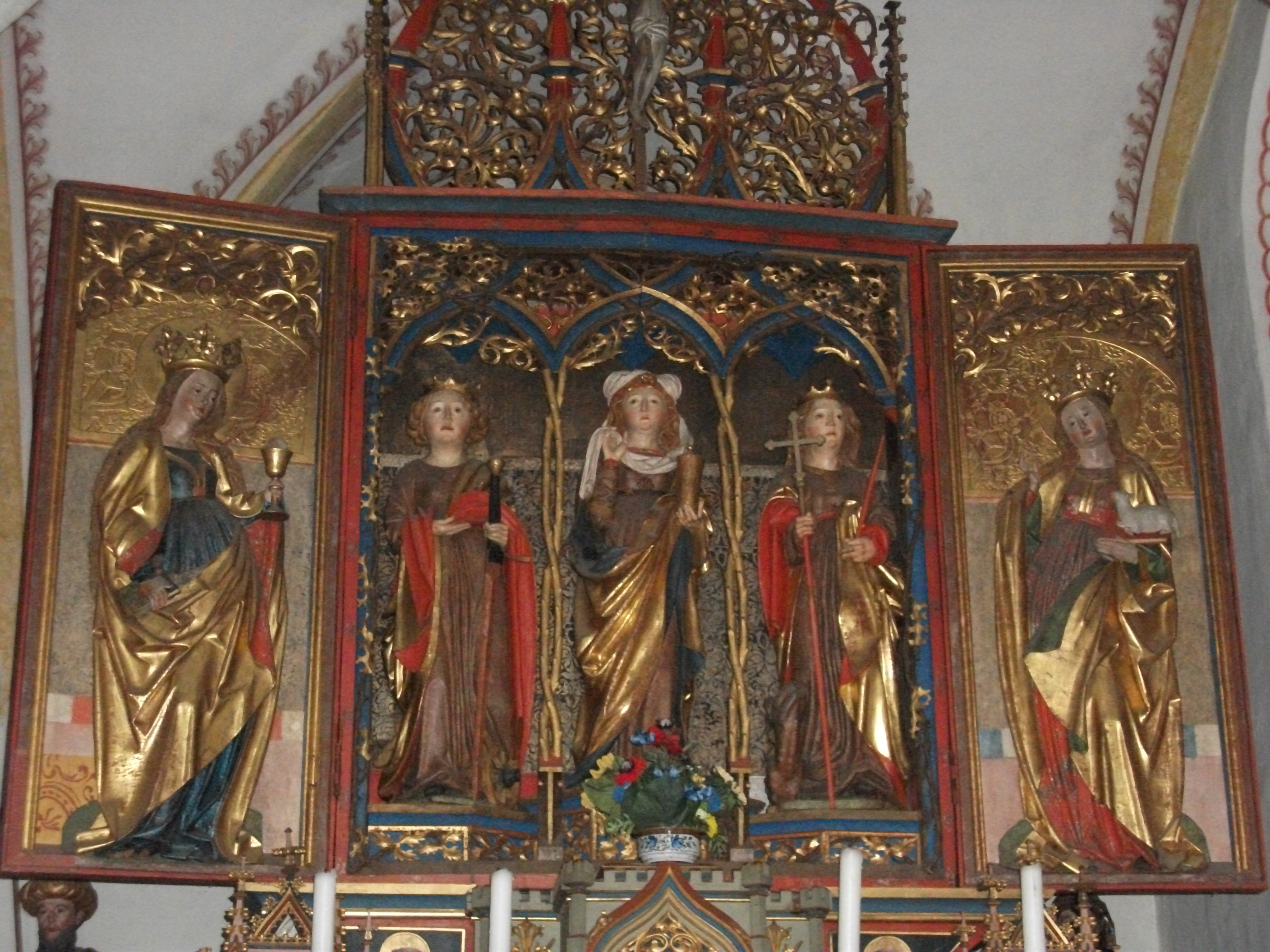
Gotischer Flügelaltar der Kirche

Die Kirche St. Margareth mit ihrem um 1400 gebauten Spitzturm, Rundbogenfenstern, Wandgemälde und einem gotischen Flügelaltar steht unter Denkmalschutz. Weitere als Baudenkmäler ausgewiesene Objekte sind der Hof Falken sowie die zwei Kornkästen beim Gasser (einer davon aus dem Jahr 1731).